# Orania (aardappelmeelfabriek)
De Orania, H.C. ten Horn & Co., Noordstar, was een aardappelmeelfabriek in Oude Pekela die heeft bestaan van 1892 tot 1898.

## Voorgeschiedenis
Op 25 februari 1891 verleende het college van burgemeester en wethouders van Oude  Pekela aan de heer Hendrik Carel ten Horn uit Veendam een vergunning tot oprichting van een aardappelmeelfabriek. Ten Horn was gehuwd met Helena Anna Thecla Drenth, dochter van de oud-scheepsbouwer en reder Freerk Liefkes Drenth uit Oude Pekela. Er bestond in die tijd in toenemende mate behoefte aan aardappelmeel.
In februari 1892 brachten Burg. & Weth. van Oude Pekela ter kennis van de ingezetenen van  deze gemeente dat door Hendrik Carel ten Horn voornoemd onlangs een verzoek was ingediend om vergunning tot oprichting van een aardappelmeelfabriek op het land van de weduwe Nannings uit Oude Pekela. Ten Horn had dit verzoek echter weer ingetrokken wegens moeilijkheden tot het bekomen van schoon water en had toen vergunning gevraagd om bedoelde fabriek te mogen oprichten op twee stukken land, toebehorende aan de landbouwer R.P. Kiers en gelegen naast zijn woning “Kalkhoven”, kadastraal bekend gemeente Oude Pekela, sectie B, nummers 85 en 86. De vergunning werd door Burg. & Weth. verleend op 25 februari 1892 onder de bepaling dat de oprichting uiterlijk op 1 jan. 1893 voltooid moest zijn en in werking was gebracht. De fabriek zou dus gebouwd worden buiten de kom, in de nabijheid van de stoomkartonfabriek Union.
Op 1 maart van dat jaar werd te Oude Pekela de eerste spade in de grond gestoken voor de tweede grote aardappelmeelfabriek. Ongeveer 30 à 40 mannen waren met de uitgraving bezig en verdienden daarmee 10 centen per uur.
Bij akte van 11 maart 1892, werd ten overstaan van notaris De Boer uit Nieuwe Pekela, verleden tussen de heer Hendrik Carel ten Horn, fabrikant, vroeger te Veendam, toen te Oude Pekela, als beherende vennoot, en de heer Freerk Liefkes Drenth, fabrikant te Oude Pekela,  en anderen, als commanditaire vennoten, en aangegaan een commanditaire vennootschap onder de firma  H.C. ten Horn & Co., gevestigd te Oude Pekela en ten doel hebbende het fabriceren van  aardappelmeel en daarmee aanverwant fabricaat. De vennootschap werd aangegaan voor de tijd van tien jaar en werd geacht te zijn aangevangen op 26 februari 1892.

## De fabriek in werking
Op 15 september daaropvolgend wapperde de driekleur op de nieuwe aardappelmeelfabriek.  Dit ten gevolge van de aanvang van de nieuwe campagne. De eerste aardappelen werden geleverd door landbouwer Jan Willem de Boer en aangevoerd door schipper Jan van Bergen. 
Een dag later, op 16 september — heerste aan de nieuwe aardappelmeelfabriek, die de naam Noordstar had gekregen en van welke de heer H.C. ten Horn directeur was, veel drukte en geen wonder, bedoelde fabriek was die dag begonnen te werken. Zij was, evenals de voor de fabriek in lading liggende schepen, getooid met vlaggen. De fabriek durfde zich te laten zien en alles zag er flink en netjes uit.
Eind september was de aardappelcampagne te Oude Pekela in volle gang. De nieuwe fabriek, van de heer Ten Horn, kreeg of had inmiddels een tweede ketel bijbesteld om meer kracht te krijgen. Het meel was van uitstekende kwaliteit. Hoe buitengewoon groot de aardappeloogst dit jaar was, bleek uit het feit dat enkele fabrieken al zoveel aardappelen hadden ingekocht, dat zij konden doorwerken tot half november van dat jaar.

## Stakingen
In november 1892 vond in de nieuwe aardappelmeelfabriek “Noordstar”, in Oude Pekela een werkstaking plaats die echter van zeer korte duur was. De arbeiders van genoemde fabriek  hadden geen vast dagloon, maar werden door een vroegere opzichter, de ene week meer, de  andere minder uitbetaald; dit stond de arbeiders niet aan en zij wilden weten wat hun dagloon was, vandaar de werkstaking. Toen de fabrikant met de wensen van de arbeiders in kennis werd gesteld en deze dadelijk inwilligde, hield de werkstaking onmiddellijk op en ging ieder weer aan zijn werk.
Op  29 november vond opnieuw een werkstaking plaats in de fabriek. Dit keer ging zij echter gepaard met ernstige ongeregeldheden. In de gemeente vonden volkszamelingen en -oplopen plaats, waardoor de rust en veiligheid van de ingezetenen ernstig werd verstoord. Lantaarns werden stukgeslagen en glasruiten werden, ook bij rustige burgers, stukgegooid. Er kwam al spoedig versterking van 35 onderofficieren en manschappen. Goedgezinde arbeiders werden door de kwalijk gezinden gedreigd wanneer zij niet toetraden als lid van de bond en ofschoon zij daartoe eerst niet genegen waren, werden zij gedwongen te tekenen. Verschillende logementhouders durfden, uit vrees voor de socialisten, geen militairen huisvesten. In  een  spoedvergadering van de gemeenteraad werd besloten tot het vaststellen van een samenscholingsverbod. De partijen stonden gewapend tegenover elkander; de werklieden met revolvers en stenen, de militairen met geweren en sabels.
In december werd in Oude Pekela een nieuwe werkstaking voorbereid, nu echter niet door de werklieden, maar door de werkgevers. De directie van een van de aardappelmeelfabrieken, rekening houdende met de gevorderde staat van de werkzaamheden in die fabriek, was aanvankelijk van plan deze te sluiten terwijl overwegingen van die aard mede aanhangig  zijn geweest bij de eigenaren van de kartonfabrieken, om zo mogelijk bij een gemeenschappelijk besluit gelijke maatregel te kunnen nemen.
In april 1893 werd de nieuwe, grote aardappelmeelfabriek van de firma Ten Horn & Co.,  waarmee het verleden najaar volstrekt niet wilde vlotten, in de afgelopen winter onder toezicht van de heer H. ten Hove, vroeger opzichter van de fabriek van Gebr. Drenth & Co., geheel van binnen veranderd en opnieuw in werking gesteld; zij voldeed toen aan de eisen.
Op 19 april 1895 overleed plotseling op 41-jarige leeftijd de directeur van de fabriek, de heer Hendrik Carel ten Horn. De commanditaire vennootschap H.C. ten Horn en Co. te Oude Pekela, werd daarop ontbonden en veranderd in een naamloze vennootschap onder de naam Aardappelmeelfabriek Orania. Als bestuursleden gingen optreden de heren G. Drenth, Heiko van Russen en Elso Free.

## Het einde van de fabriek
De fabriek stond vervolgens enige tijd stil. De verwachting was dat zij waarschijnlijk in 1898 weer in werking zou komen. Maar zover is het niet gekomen. In een op 22 april van dat jaar  gehouden vergadering van aandeelhouders van “Orania” verklaarde de meerderheid zich vóór liquidatie en verkoop van de fabriek.
Op 22 juni 1898 werd in hotel De Boer te Oude Pekela door notaris M. de Boer uit Nieuwe Pekela in het openbaar gepresenteerd: De aardappelmeelfabriek “Orania” te Oude Pekela met de daarbij  behorende gebouwen, gereedschappen en inventaris. Voor overname was getaxeerd ƒ 7.750,- terwijl voor de fabriek werd geboden ƒ 60.000,-, waarvoor ze niet werd gegund.	
Tot overmaat van ramp raakte de fabriek op 2 september van dat jaar door onbekende oorzaak  in brand. In een ogenblik stond de gehele fabriek in lichte laaie en brandde tot de grond toe af. De fabriek was bij beurspolis verzekerd. Zij werd niet weer herbouwd.